# 황갈색배나무타기쥐
황갈색배나무타기쥐(Tylomys fulviventer)는 비단털쥐과에 속하는 설치류의 일종이다. 파나마에서 발견된다.